# Imed Trabelsi
Pour les articles homonymes, voir Trabelsi.
Imed Trabelsi (arabe : عماد الطرابلسي), de son nom complet Mohamed Imed Trabelsi, né le 26 août 1974 à Tunis, est un homme d'affaires tunisien. Il est le neveu de Leïla Ben Ali, l'épouse de l'ancien président de la République tunisienne, Zine el-Abidine Ben Ali.
Visé par un mandat d'arrêt international émis par la France en 2006, il est, à l'image de l'ensemble de la « famille Trabelsi », qualifiée selon les observateurs de « clan quasi-mafieux », impliqué dans plusieurs affaires d'escroquerie.

## Biographie
Fils de Mohamed Naceur, frère de Leïla Ben Ali, certains titres de la presse française l'ont décrit comme un probable fils de Leïla Ben Ali issu d'une première union. En fait, Mohamed Naceur a divorcé de sa première femme et les trois fils issus de ce mariage (Houcem, Saïf et Imed) se sont retrouvés vivre sous le toit de leur grand-mère Saïda, la mère de Leïla. Ces enfants, en grandissant parmi leurs tantes, seront considérés comme leurs petits frères. De l'avis de sa tante Leïla, Imed était un garçon trop sensible aux apparences, ce qui lui causera le plus de tort selon elle.
Le 3 mai 2007, la justice française émet un mandat d'arrêt à son encontre dans une affaire de yachts volés. En mai 2009, il est renvoyé en correctionnelle par la justice française.
En 2007, il obtient de manière controversée la direction de l'enseigne Bricorama en Tunisie, dont il inaugure le premier magasin le 22 mai 2009.
Lors des élections municipales de mai-juin 2010, il devient maire de La Goulette.
À l'occasion de la révolution tunisienne, la population cherche à se venger du clan Ben Ali-Trabelsi. Il est poignardé, supposément par l'un de ses anciens collaborateurs, et emmené à l'hôpital militaire de Tunis. Le jour de la fuite du président Ben Ali, sa mort est annoncée par un membre du personnel de l'établissement, avant d'être démentie par le ministre de l'Intérieur Ahmed Friaâ le 21 janvier 2011.

## Affaires judiciaires

### Voitures volées (2006)
Selon le quotidien français Libération, Imed Trabelsi aurait été impliqué dans un trafic de voitures de luxe. Il aurait notamment ordonné le vol de la voiture du PDG de BMW en Allemagne, « avant d'être contraint de la restituer contre un abandon des poursuites »,. Cette affaire n'a pas entraîné de suite judiciaire à son encontre.

### Yachts volés (2006-2009)

#### Origine de l'enquête
Le 5 mai 2006, Bruno Roger, l'un des dirigeants de la banque Lazard et proche de Jacques Chirac et Nicolas Sarkozy, apprend que son yacht Beruma (un Beru Ma V58 Princess d'une valeur estimée à plus d'un million d'euros) a disparu du port de Bonifacio en Corse. Il dépose plainte pour « vol en bande organisée, vol, faux administratif, faux et usage de faux ». Après enquête des gendarmes toulonnais et corses, Imed Trabelsi est identifié comme naviguant dans la région de Sidi Bou Saïd, sur le prestigieux yacht, et usant de son influence pour hâter l'immatriculation du navire sur place,,. Le 26 mai, des scellés sont posés sur le navire sur ordre de la justice française. Grâce à des pressions de l'Élysée et du ministère français de l'Intérieur sur le gouvernement tunisien, le bateau est rapatrié vers la France et rendu à son propriétaire,,.

#### Découverte du trafic
Les 5 et 6 septembre 2006, quatre intermédiaires sont interpellés et permettent aux enquêteurs de découvrir un véritable réseau de vol de yachts de luxe, les maquillages étant effectués en Sardaigne, à Malte ou en Tunisie : plusieurs navires, dont le Blue Dolphin IV dérobé en janvier 2006 à Cannes et le Sando exfiltré du Lavandou (Var) en décembre 2005,,, sont retrouvés en Tunisie sous de fausses immatriculations. Dans les mois qui suivent, et en dépit de nombreuses convocations de la justice française, les deux cousins Imed et Moez Trabelsi, commanditaires présumés du trafic, refusent de répondre. Par conséquent, le 3 mai 2007, la justice française émet un mandat d'arrêt à l'encontre des deux cousins Trabelsi, sans succès puisque la Tunisie refuse de les extrader.

#### Suites judiciaires
En mai 2008, le juge Jean-Bastien Risson se rend en Tunisie, accompagné du procureur d'Ajaccio José Thorel. Ils interrogent Imed et Moez Trabelsi, qui nient toute responsabilité dans ce trafic, en reconnaissant cependant avoir été contactés pour acheter les yachts,. Des explications qui, selon l'ordonnance du juge, sont « insuffisantes pour contrebalancer l'ensemble des éléments à charge retenus à leur encontre ». Le 16 mai, Imed et Moez Trabelsi sont mis en examen par un magistrat tunisien pour « complicité de vol en bande organisée » dans le cadre de la commission rogatoire internationale française,. Le 31 juillet 2009, ils sont renvoyés en correctionnelle par la justice française, pour « vol en bande organisée », « escroquerie en bande organisée », et « faux et usage de faux »,,.
À la fin septembre 2009, le tribunal d'Ajaccio étudie une disjonction des faits : les vols commis en France sont jugés par les tribunaux français d'une part, et la complicité de vol qui concerne Imed et Moez Trabelsi, perpétrée depuis la Tunisie, est jugée par les tribunaux tunisiens d'autre part. Une procédure justifiée, selon le procureur de Bastia, par l'existence d'une convention signée entre la France et la Tunisie en 1972 et par le refus de la Tunisie d'extrader Imed et Moez Trabelsi,. La presse française met en évidence les pressions tunisiennes sur le ministère français de la Justice pour étouffer ce dossier et fournit des témoignages tendant à faire apparaître une habituelle complaisance de la police, de la douane et de la justice tunisiennes avec les cousins Trabelsi,,,.

### Bricorama (2007-2009)

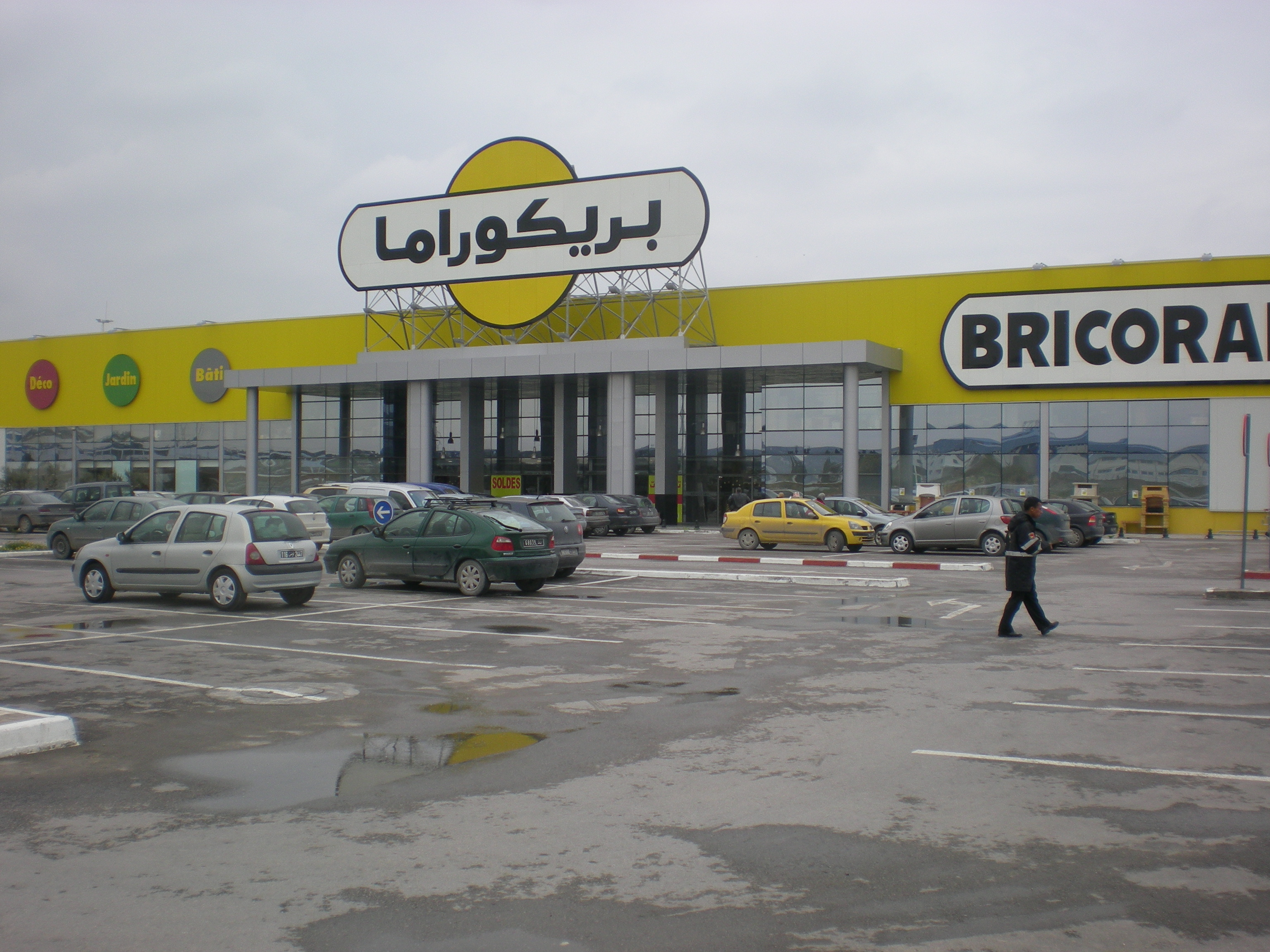
Grande surface Bricorama sur l'axe autoroutier Tunis-Bizerte.

En février 2007, deux hommes d'affaires, Faouzi Mahbouli et Mehdi Ben Ayed, s'accordent avec l'enseigne française Bricorama pour organiser son implantation en Tunisie via un contrat de franchise. Le contrat prévoit alors une option pour la Libye, cosignée par Mahbouli et Imed Trabelsi. En août 2007, Trabelsi réclame la totalité des parts à Mahbouli ; ce dernier est alors confronté, selon ses dires, à des mesures d'intimidation : vol et dégradation de ses véhicules, effraction de son bureau, vol de ses documents personnels et harcèlements policiers. Il cède alors ses parts avant de s'enfuir en Europe avec sa famille, pour y déposer une plainte pour extorsion devant la justice française.

### Procès après la révolution
Après la révolution de 2011, Imed Trabelsi est l'objet de poursuites judiciaires. Le 26 janvier 2011, la justice tunisienne l'accuse d'« acquisition illégale de biens mobiliers et immobiliers » et de « transferts illicites de devises à l'étranger » selon le ministre de la Justice Lazhar Karoui Chebbi ; Trabelsi doit être représenté par l'avocat français Olivier Metzner. Son premier procès s'ouvre le 20 avril de la même année, pour consommation de stupéfiants : il est condamné à deux ans de prison ferme le 7 mai suivant, peine doublée en appel à quatre ans de prison et 3 000 dinars d'amende le 25 juin.
Le 12 août, il est condamné à deux ans d'emprisonnement pour tentative de fuite et possession illégale de devises. Le 14 octobre, il est condamné à quinze ans de prison et 150 000 dinars d'amende dans une affaire de chèques sans provision. Le 25 novembre, le tribunal de première instance de Tunis condamne Imed Trabelsi à 18 ans et deux mois de prison et 180 000 dinars d'amende dans une autre affaire de chèques sans provision. Le 31 décembre, il écope d'une nouvelle condamnation d'un an de prison ferme et de 500 000 dinars d'amende pour détention et trafic illégal de pièces archéologiques. Le 26 mars 2012, le tribunal de première instance condamne Trabelsi à sept ans et demi de prison dans une affaire de chèque sans provision. Le 13 juillet, Imed Trabelsi est condamné, pour quatorze affaires de chèques sans provision, à vingt ans et huit mois de prison par le tribunal de première instance. Le même jour, la 17e chambre de la cour d'appel confirme sa condamnation concernant treize affaires de chèques sans provision à quarante ans de prison. À cette date, il totalise 108 ans et deux mois de prison dans différentes affaires dont soixante ans dans des affaires de chèques sans provision.
Depuis son arrestation, le 14 janvier 2011, Imed Trabelsi est détenu sur la base militaire d'El Aouina à proximité de l'aéroport international de Tunis-Carthage. Il est transféré le 24 juin 2012 à la prison civile de Mornaguia. Le 28 août 2014, Imed Trabelsi entame une grève de la faim sauvage pour protester contre son placement en isolement total et contre les conditions de sa détention. Le 3 septembre, sur ordre du médecin de la prison, il est transféré à l'hôpital de La Rabta où il est mis sous perfusion en attendant l'amélioration de son état et son retour en prison.
Le 5 juin 2015, il est condamné à cinq ans de prison ferme dans une affaire d'octroi illégal de terrains à Carthage.
Le 18 août 2023, la Cour de cassation valide l'accord de réconciliation pénale conclu entre Imed Trabelsi et l'Instance vérité et dignité chargée du processus de réconciliation et d'indemnisation pour le compte de l'État tunisien entre 2014 et 2018.